# 다비드 다코

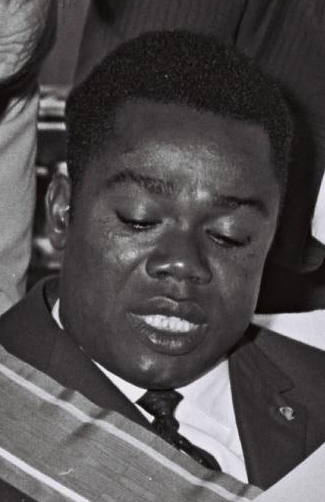

다비드 다코(David Dacko, 1930년 3월 24일~2003년 11월 20일)는 1960년 8월 14일부터 1966년 1월 1일까지 중앙 아프리카 공화국(CAR)의 초대 대통령, 1979년 9월 21일부터 1981년 9월 1일까지 중앙 아프리카 공화국의 제3대 대통령을 지냈다. 다코는 후에 두 번의 쿠데타(1965년 장베델 보카사의 쿠데타, 1981년 앙드레 콜링바의 무혈 쿠데타)로 대통령 직에서 물러났으며, 반 세기가 넘는 시간 동안 중앙 아프리카 공화국의 중요한 정치인으로 있었다.

## 생애와 경력
다코는 1930년 프랑스령 적도 아프리카(Afrique équatoriale française) 우방기샤리 (Ubangi-Shari, 지금의 중앙 아프리카 공화국)의 음바카인(M'Baka people)에게서 태어났다. 먼 사촌인 장베델 보카사는 훗날 정치적 라이벌이 되었다. 다코는 초기에는 교사의 길을 걸었으나, 1955년 우방기샤리의 독립 운동 지도자 바르텔레미 보간다(Barthélemy Boganda, 1910~1950)에게 주목 받아 흑아프리카 사회혁명운동(Movement for the Social Evolution of Black Africa, MESAN)에 들어가 정계로 자리를 옮겼다.
다코는 1958년, 우방기샤리가 중앙 아프리카 자치 공화국이 되면서 내무장관이 되었고, 재무장관 아벨 굼바 (Abel Goumba, 1926~2009)와 함께 바르텔레미 보간다를 지지하였다. 1959년 보간다가 비행기 사고로 세상을 떠나자, 그의 후계로 있었던 다코는 프랑스의 지원을 받아 중앙 아프리카의 총리가 되었고, 1960년에는 중앙 아프리카 공화국의 독립을 선언하고 초대 대통령이 되었다. 이후 내무장관, 경제장관, 상업장관을 겸임하였다.
독립 후에는 굼바와 대립해, 1960년 흑아프리카 사회혁명운동의 일당 독재 체제를 확립하였다. 1965년, 사촌이자 중앙 아프리카 공화국 군 참모총장 장베델 보카사의 쿠데타로 축출되었으나, 다코는 보카사의 고문으로서 중앙 아프리카 공화국에 머물렀다.
장베델 보카사는 쿠데타로 정권을 잡은 후, 절대적인 권력을 휘두르는 대통령, 종신 대통령에 이어 중앙 아프리카 제국의 황제로서 철권 통치했으나, 1979년 프랑스가 보낸 군에 의해 축출되어 다코가 다시 대통령 직에 올랐다.
하지만 다코는 국내의 혼란스러운 상황을 진정시키지 못하며 경제 침체와 정치 혼란을 극복해내지 못했고, 1981년 복수정당제에 의한 대통령 선거로 대통령에 당선되었으나, 앙주펠릭스 파타세 (Ange-Félix Patassé)가 주도하는 야당의 공격을 받아 그의 당선 직후부터 반정부 데모가 빈발하게 벌어졌다. 1981년 군 참모총장 앙드레 콜링바의 쿠데타로 다시 실각했으며, 그 이후에 망명 생활을 하다가 2003년 카메룬의 야운데에서 사망하였다.

## 역대 선거 결과
| 선거명      | 직책명                       | 대수 | 정당                    | 득표율 | 득표수    | 결과 | 당락 |
| ----------- | ---------------------------- | ---- | ----------------------- | ------ | --------- | ---- | ---- |
| 1964년 선거 | 중앙아프리카 공화국의 대통령 | 1대  | 흑아프리카 사회혁명운동 | 99.97% | 682,607표 | 1위  |      |
| 1981년 선거 | 중앙아프리카 공화국의 대통령 | 3대  | 중앙아프리카민주연합    | 51.10% | 374,027표 | 1위  |      |
| 1993년 선거 | 중앙아프리카 공화국의 대통령 | 5대  | 민주발전운동            | 20.49% | 162,721표 | 3위  | 낙선 |
| 1999년 선거 | 중앙아프리카 공화국의 대통령 | 5대  | 민주발전운동            | 11.09% | 111,868표 | 3위  | 낙선 |

## 같이 보기
- 바르텔레미 보간다
- 장베델 보카사
- 앙드레 콜링바